# Cabedelo do Douro

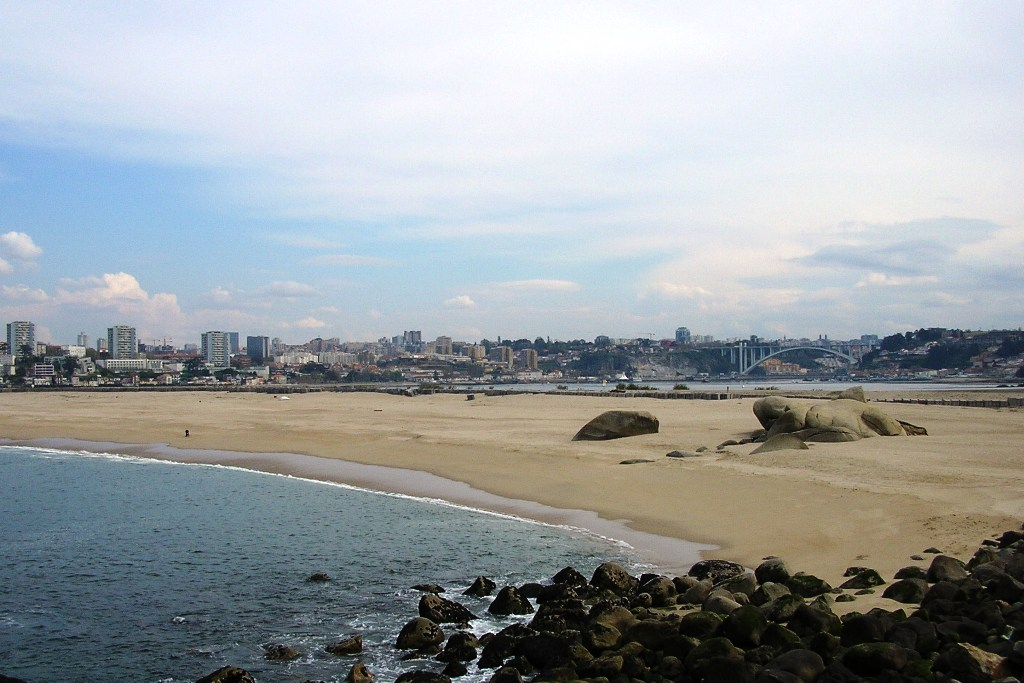
Praia do Cabedelo, Vila Nova de Gaia.

Cabedelo do Douro é uma restinga dunar situada no estuário do rio Douro em Portugal. Faz parte da Reserva Natural Local do Estuário do Douro.